# Eclissi solare del 30 marzo 2052
L'Eclissi solare del 30 marzo 2052, di tipo totale, è un evento astronomico che avrà luogo il suddetto giorno con centralità attorno alle ore 18:31 UTC.
L'eclissi avrà un'ampiezza massima di 164 chilometri e una durata 4 minuti e 8 secondi e sarà visibile sulla terraferma da questi 8 paesi: Kiribati, Messico, Texas, Louisiana, Alabama, Florida, Georgia e Carolina del Sud.
Il punto con la totalità massima sarà raggiunto in Messico, vicino alla città di Morelia.

## Percorso e visibilità
Il percorso in cui sarà visibile la totalità attraverserà il Messico centrale e gli stati sudorientali degli Stati Uniti. Si vedrà un'eclissi parziale in quasi tutto il Nord America e nella parte settentrionale del Sud America. Questa sarà la seconda eclissi totale osservata dalla Florida e dalla Georgia sud-occidentale negli ultimi 7 anni.

## Eclissi correlate

### Eclissi solari 2051 - 2054
Questa eclissi è un membro di una serie semestrale. Un'eclissi in una serie semestrale di eclissi solari si ripete approssimativamente ogni 177 giorni e 4 ore (un semestre) in nodi alternati dell'orbita della Luna.

### Ciclo di Saros 130
Questa eclissi fa parte del ciclo di Saros 130, che si ripete ogni 18 anni, 11 giorni, contenente 73 eventi. La serie è iniziata con un'eclissi solare parziale il 20 agosto 1096. Contiene eclissi totali dal 5 aprile 1475 al 18 luglio 2232. Non ci sono eclissi anulari nella serie. La serie termina al membro 73 come un'eclissi parziale il 25 ottobre 2394. La durata più lunga della totalità è stata di 6 minuti e 41 secondi l'11 luglio 1619. Tutte le eclissi di questa serie si verificano nel nodo discendente della Luna.